# تصريح إقامة

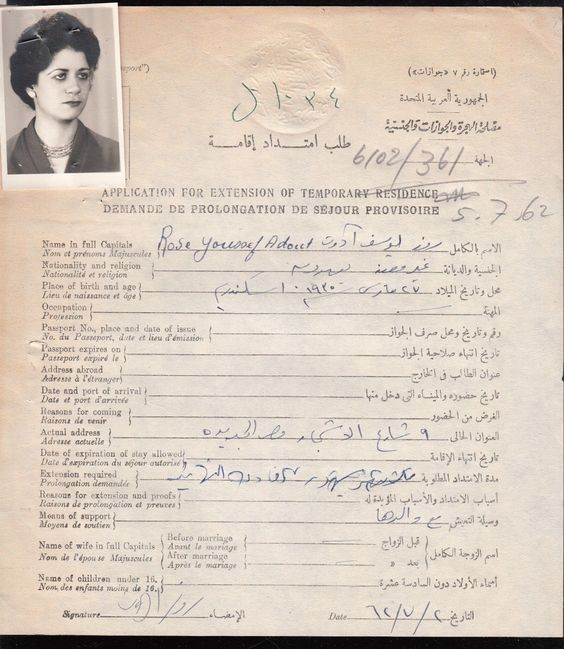

تصريح الإقامة هو مستند أو بطاقة إلزامية مطلوبة في بعض الدول للسماح للمواطنين الأجانب بالإقامة في بلدانهم لفترة زمنية ثابتة أو غير محددة، وقد تكون تصاريح للإقامة المؤقتة أو الإقامة الدائمة. وتختلف القواعد بين المناطق في بعض الحالات (مثل المملكة المتحدة)،
ويستلزم الحصول على تصريح إقامة مؤقت لتمديد فترة البقاء، كخطوة متوسطة للتقدم للحصول على الإقامة الدائمة.
قد يتم منح وضع الإقامة لعدد من الأسباب، وقد تتغير معايير القبول لأن المقيم قد يتغير بمرور الوقت. (تشمل مجموعة الشروط الحالية في نيوزيلندا العمالة المهاجرة الماهرة، والدين متقاعدين من مواطن نيوزيلندي ، مستثمرين وعدد آخر من الأشخاص).

## تصاريح الإقامة البيومترية
اعتمدت بعض البلدان تصاريح الإقامة البيومترية، وهي بطاقات تتضمن معلومات مدمجة قابلة للقراءة من الماكينة ورقاقات تحديد الهوية بموجات الراديو اتصال قريب المدى.

## كندا
أنظر مقيم دائم (كندا)

## إيطاليا
في إيطاليا يتم إصدار تصريح الإقامة (permesso di soggiorno) بموجب سياسة شرطة الولاية بطلب من المهاجر حتى يسمح له بالإقامة في البلد لأكثر من ثمانية أيام، أو أكثر من تسعين يومًا إذا كان لديه تأشيرة سفر للسياحة. ليس مطلوبًا للمواطنين الأوروبيين.

## الولايات المتحدة
أنظر الإقامة الدائمة (الولايات المتحدة)

## سنغافورة
أنظر الإقامة الدائمة (سنغافورة)